# میکروسکوپ هولوگرافی دیجیتال

اچینگ-شیمیایی که به صورت Real-time یا همزمان-با-وقوع اندازه گرفته شده‌است.

میکروسکوپ هولوگرافی دیجیتال (به انگلیسی: Digital holographic microscopy (DHM)) نوعی هولوگرافی دیجیتال است که در ریزنگاری مورد استفاده قرار گرفته‌است. تفاوت این روش با سایر روش‌های میکروسکوپی در ضبط نکردن عکس تصویرشده (projected image) است.

## اصول کارکرد

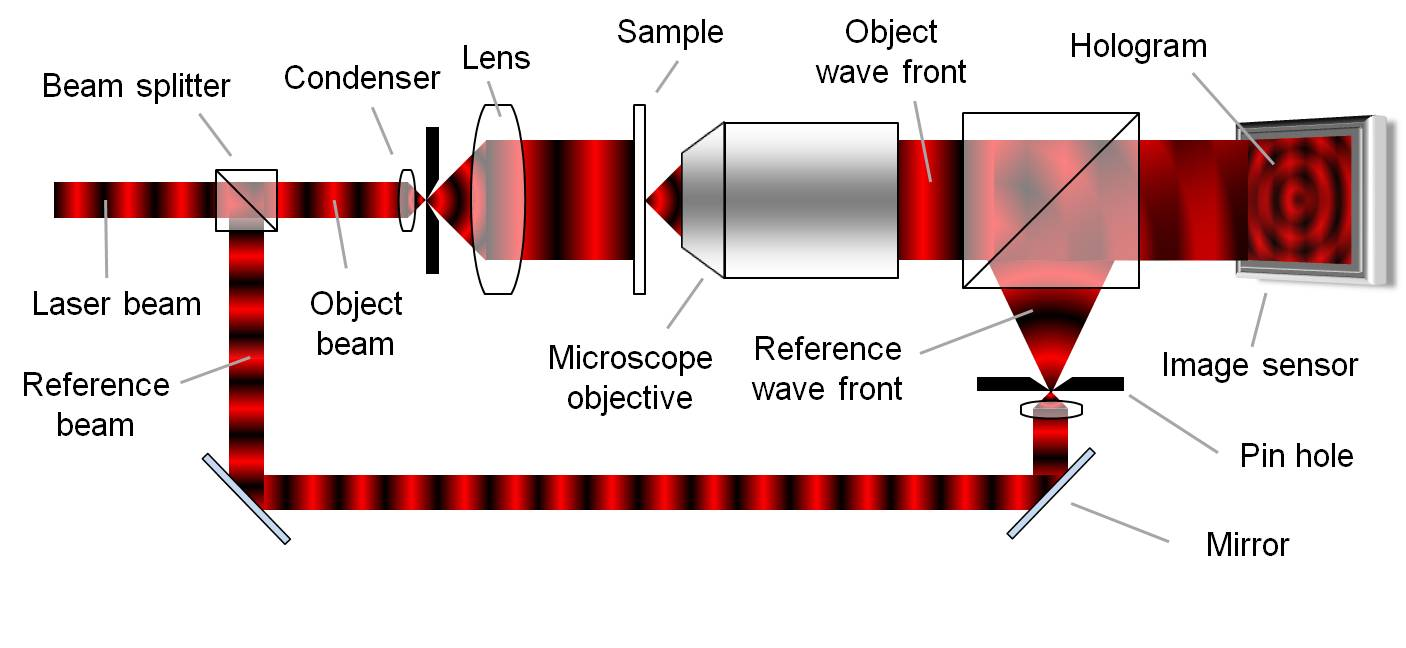
چیدمان نوری میکروسکوپ هولوگرافی دیجیتال

برای ایجاد الگوی تداخل مورد نیاز؛ یا به عبارتی هولوگرام، نور باید یک منبع همدوس (مانند لیزر) باشد. نور لیزر به دو قسمت تقسیم می‌شود: پرتو شیء و پرتو مرجع. پرتوی شیِ گسترش یافته، نمونه را روشن کرده و جبهه موج شیء شکل می‌گیرد. پس از جمع‌آوری نور توسط عدسی شیئی میکروسکوپ، جبهه‌های موج شیء و مرجع توسط یک تقسیم‌کننده پرتو به متصل می‌شوند تا تداخل کنند و هولوگرام ساخته شود. با استفاده از هولوگرام دیجیتال ضبط شده، کامپیوتر شبیه به یک عدسی دیجیتال عمل کرده و تصویری قابل مشاهده از جبهه موج شیء را به کمک الگوریتم‌های بازساخت عددی، محاسبه و پردازش می‌کند.